# Projekt 677 Lada
Lada-klass eller Projekt 677 Lada (ryska: Лада) är Rysslands senaste dieseldrivna ubåts-klass. Klassen är också känd som Sankt Petersburg-klass efter namnet på den första ubåten i klassen. Lada-klassen är baserad på den äldre Kilo-klassen men har enkelskrov istället för dubbelskrov och har mycket tystare framdrivning, ett nytt stridssystem och två bränsleceller för utökad undervattensuthållighet.
Det finns även en mindre avancerad version ämnad för export, Projekt 950 Amur.

## Historik
Den första ubåten i klassen togs i bruk under 2006. Sjötester visade dock på brister i konstruktionen och man stoppade byggnationen av de övriga ubåtarna. En uppdaterad design togs fram och 2013 återupptogs byggnationen. Den andra ubåten, Kronstadt, sjösattes 2018 och förväntas tas i bruk under 2022.

## Enheter
| Nr    | Namn             | Kölsträckt    | Sjösatt           | Tagen i bruk | Status                                |
| ----- | ---------------- | ------------- | ----------------- | ------------ | ------------------------------------- |
| B-585 | Saint Petersburg | December 1997 | 2004              | 2010         | inaktiv                               |
| B-586 | Kronstadt        | 28 juli 2005  | 20 september 2018 | 2022         |                                       |
| B-587 | Velikiye Luki    | 19 mars 2015  | 23 december 2022  |              | Under konstruktion, uppdaterad design |
|       | Vologda          | 12 juni 2022  |                   |              |                                       |
|       | Yaroslavl        | 12 juni 2022  |                   |              |                                       |